# 1998年冬季残疾人奥林匹克运动会法国代表团
1998年冬季残疾人奥林匹克运动会法国代表团是法国派出的1998年冬季残疾人奥林匹克运动会代表团。获得5枚金牌、9枚银牌和8枚铜牌。